# Hemipsilichthys garbei
Hemipsilichthys garbei és una espècie de peix de la família dels loricàrids i de l'ordre dels siluriformes que es troba al Brasil.
Els adults poden assolir els 14 cm de longitud total.